# تصنيع

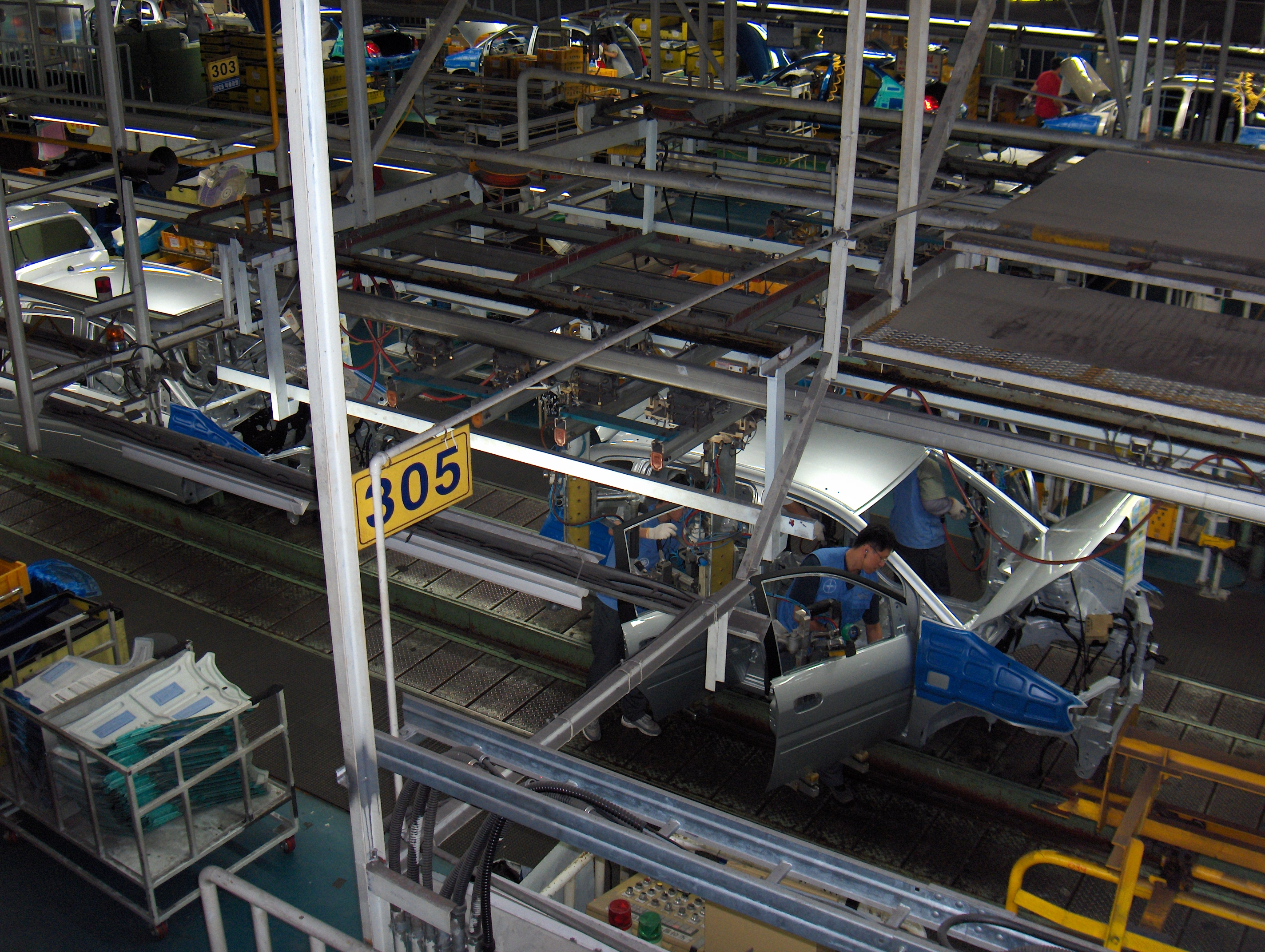
خط تجميع سيارات هيونداي

التصنيع هو عملية تحويل المواد الخام إلى مواد قابلة للاستخدام ومنتجات مثل السيارات والكتب والملابس والأثاث والورق والأقلام وآلاف المنتجات الأخرى. تمثل المصانع المنتجة قيمة كبيرة في رفاهية مجتمعاتها. فمثلاً عندما يستأجر مصنع مئة عامل للعمل فيه، فإنه أيضا يخلق مئة وخمسا وسبعين وظيفة خارج المصنع، مثل وظائف لطاقم المقصف والمكتبة وغيرهم من الذين يمدون عمال المصنع بالسلع والخدمات التي يحتاجونها، تقدم المصانع ما يُعرف بالمسؤولية المجتمعية، تستفيد منها المنطقة التي يقع فيها المصنع كالمدارس والمستشفيات وغيرها.

## التاريخ والتطور

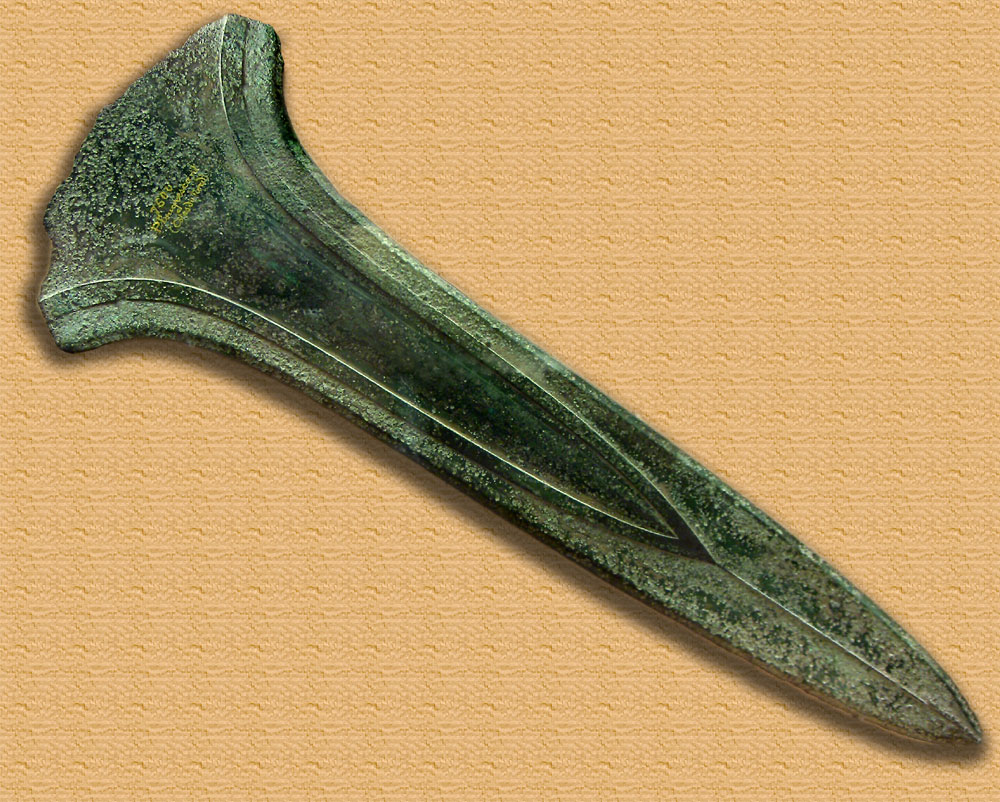
سيف برونزي من العصر البرونزي، حوالي 800 قبل الميلاد، متحف الآثار الوطنية، سانت-جيرمان-إن-ليه

### ما قبل التاريخ والتاريخ القديم
صنع أسلاف البشر أشياءً مستخدمين الحجارة وغيرها من الأدوات قبل فترة طويلة من ظهور الإنسان العاقل منذ 200 ألف سنة مضت. تعود أقدم طرق صناعة الأدوات الحجرية، المعروفة باسم «الصناعة الأولدوانية»، إلى ما لا يقل عن 2.3 مليون سنة مضت، مع وجود أقدم الأدلة المباشرة على استخدامها في إثيوبيا في «الوادي المتصدع العظيم» منذ نحو 2.3 مليون سنة. لتصنيع أداة حجرية، كان يضرب لبّ حجري يحمل خصائص تقشير معينة (مثل حجر الصوان) بجلمود قاسٍ. نتج عن هذا النوع من التقشير حواف حادة استخدمت كأدوات، مثل المقصات أو الكاشطات. ساعدت تلك الأدوات البشر الأوائل كثيرًا في أسلوب حياتهم كصيادين جامعين لتشكيل أدوات أخرى من مواد أكثر طراوة مثل العظم والخشب. شهد العصر الحجري القديم الأوسط، منذ نحو 300 ألف سنة، تقنية اللب المعد، حيث أمكن تشكيل عديد من الأنصال بسرعة باستخدام لب حجري واحد. استخدمت تقنية التقشير بالضغط، التي استخدم فيها الخشب أو العظم أو قرون الوعل لتشكيل أدوات حجرية ملساء جدًا خلال العصر الحجري القديم الأعلى، الذي بدأ منذ نحو 40 ألف سنة مضت. خلال العصر الحجري الحديث (العصر النيوليثي)، صنعت أدوات حجرية مصقولة من مجموعة متنوعة من الصخور الصلبة شملت الصوان، واليشم، والجاديت، والشيست الأخضر. استخدمت الفؤوس المصقولة إلى جانب أدوات حجرية أخرى شملت المقذوفات، والسكاكين، والكاشطات، بالإضافة إلى أدوات مصنعة من مواد عضوية كالخشب، والعظم، وقرون الوعل.
يعتقد أن عملية صهر النحاس بدأت بعد صنع أفران الفخار (قمائن) تصل إلى درجات حرارة عالية. نتج عن تركيز العناصر المختلفة مثل الزرنيخ، وزيادة عمق رواسب النحاس الخام وصهر كل تلك المعادن سوية تشكيل البرونز الزرنيخي، الذي أمكنت تقسيته بشكل كافٍ ليكون مناسبًا لصناعة الأدوات. البرونز هو سبيكة من النحاس والقصدير؛ إذ إن إمكانية إيجاد الأخير في مواقع رسوبية قليلة حول العالم كان سببًا في مرور زمن طويل قبل ظهور عملية استخلاص البرونز الحقيقي من القصدير على نطاق واسع. خلال العصر البرونزي، شكل البرونز تقدمًا كبيرًا على الحجر بصوفه مادة لصنع الأدوات، نظرًا لخصائصه الميكانيكية كالقوة واللدانة على السواء وإمكانية صبه في قوالب لصنع أشكال مختلفة معقدة. دفع البرونز بمزيد من التقدم في تقنية بناء السفن باستخدام أدوات ومسامير برونزية أفضل، والتي استبدلت الطريقة القديمة لربط ألواح هيكل السفينة لتي استخدمت الحبال المنسوجة في الثقوب. يعرف عصر الحديد تقليديًا بانتشار صناعة الأسلحة والأدوات باستخدام الحديد والصلب بدلًا من البرونز. يعتبر صهر الحديد أصعب من صهر القصدير والنحاس لأن الحديد المنصهر يتطلب حرارة صهر عالية ولا يمكن صهره إلا في الأفران المصممة خصيصا لذلك. لا يعرف مكان وزمان اكتشاف إمكانية صهر الحديد، ويعزى ذلك جزئيًا إلى صعوبة التمييز بين المعادن المستخرجة من خامات تحتوي على النيكل وبين الحديد النيزكي المنصهر.
خلال فترة ازدهار الحضارات القديمة، ظهرت تقنيات قديمة عديدة نتيجة التقدم في التصنيع. اخترعت عدة آلات بسيطة قديمة في بلاد ما بين النهرين. ينسب الفضل إلى شعب بلاد الرافدين في اختراع العجلة. ظهرت آلية الملفاف لأول مرة في العجلة الفخارية التي اخترعت في بلاد ما بين النهرين (العراق حاليًا) خلال الألفية الخامسة قبل الميلاد. أنتج الورق المصري المصنوع من البردي، بالإضافة إلى الفخار، بكميات كبيرة وصُدِّر في أنحاء حوض البحر الأبيض المتوسط. استخدمت أساليب البناء القديمة التي استعملها المصريون القدماء الطوب المصنوع بشكل رئيسي من الطين، والرمل، والطمي، ومعادن أخرى.

### القرون الوسطى وأوائل العصر الحديث
شهدت العصور الوسطى تغيرًا جذريًا في معدل الاختراعات والابتكارات الجديدة في أساليب استعمال وسائل الإنتاج التقليدية، والنمو الاقتصادي. أدخلت صناعة الورق، وهي تكنولوجيا صينية من القرن الثاني، إلى الشرق الأوسط عندما أُسِرَت مجموعة من صانعي الورق الصينيين في القرن الثامن. انتشرت تقنية صنع الورق إلى أوروبا بعد الغزو الأموي للأندلس. شيّد مصنع ورق في صقلية في القرن الثاني عشر. في أوروبا، جرى الحصول على الألياف لصنع عجينة الورق من الكتان والقماش القطني. عزى لين تاونسند وايت جونيور لعجلة الغزل (دولاب النول) زيادة الطلب على القماش، الذي أدى بدوره إلى رخص أسعار الورق، الذي كان عاملًا في تطور الطباعة. نتيجة استخدامها في صب المدافع، استخدمت أفران الصهر على نطاق واسع في فرنسا في أواسط القرن الخامس عشر. استخدم الفرن في الصين منذ القرن الرابع قبل الميلاد. زاد استخدام أداة الغزل التي اخترعت في عام 1598 عدد العقد المحبوكة في الدقيقة من 100 إلى 1000 عقدة.

### الثورتان الصناعيتان الأولى والثانية
الثورة الصناعية بمثابة انتقال إلى عمليات تصنيع جديدة في أوروبا والولايات المتحدة بين ستينيات القرن الثامن عشر وثلاثينيات القرن الذي تلاه. شمل ذلك الانتقال التحول من أساليب الإنتاج اليدوية إلى استعمال الآلات، واستخدام وعمليات جديدة في الصناعات الكيميائية وإنتاج الحديد، وزيادة استخدام طاقة البخار وطاقة المياه، وتطوير أدوات الورشة، وبدء استعمال الآلات في نظام المصانع. أدت الثورة الصناعية إلى ارتفاع غير مسبوق في معدل النمو السكاني. كانت المنسوجات هي الصناعة السائدة في الثورة الصناعية من حيث العمالة وقيمة الناتج ورأس المال المستثمر. أيضًا، كانت صناعة النسيج أول من استخدم أساليب الإنتاج الحديثة: بدأ التحول الصناعي المتسارع بداية في بريطانيا، بدءًا من الغزل الآلي في ثمانينيات القرن الثامن عشر، حيث سجلت معدلات مرتفعة في زيادة إنتاج الطاقة البخارية والحديد بعد عام 1800. انتشر استخدام آلات غزل النول من بريطانيا العظمى إلى باقي أوروبا والولايات المتحدة في أوائل القرن التاسع عشر، مع ظهور مراكز هامة للمنسوجات والحديد والفحم في بلجيكا والولايات المتحدة وفيما بعد في فرنسا.
استمر الركود الاقتصادي من أواخر ثلاثينيات القرن التاسع عشر إلى أوائل الأربعينيات مع تدني تبني الإبداعات التي أخرجتها الثورة الصناعية، مثل آلات الغزل والحياكة، ونضوج أسواقها. لم تكن الابتكارات التي نشأت في وقت لاحق من تلك الفترة، مثل الاعتماد المتزايد على القاطرات، والقوارب والسفن العاملة بالبخار، وصهر الحديد تحت درجات حرارة عالية، واستخدام تقنيات جديدة مثل التلغراف الكهربائي، التي استعمل على نطاق واسع في الأربعينيات والخمسينيات، لك تكن قوية بما يكفي للسير مع معدلات النمو المرتفعة. بدأ النمو الاقتصادي المتسارع بالحدوث بعد عام 1870، انطلاقًا من مجموعة جديدة من الإبداعات والابتكارات فيما أطلق عليه مسمى الثورة الصناعية الثانية. شملت تلك الابتكارات عمليات جديدة لصنع الفولاذ، والإنتاج الشامل، وخطوط التجميع، ونظم الشبكات الكهربائية، والتصنيع واسع النطاق للأدوات الآلية واستخدام آلات متطورة في المصانع العاملة بالبخار.
بناءً على التحسينات التي طرأت على المضخات الفراغية وبحوث المادة، أصبحت المصابيح الكهربائية المتوهجة قيد الاستخدام العام في أواخر سبعينيات القرن التاسع عشر. كان لذلك الاختراع أثر كبير على أماكن العمل، إذ أصبح العمال حينها قادرين على العمل بمناوبات ثانية وثالثة. تحول إنتاج الأحذية إلى استخدام الآلة في منتصف القرن التاسع عشر. بدأ الإنتاج الكبير لآلات الحياكة والآلات الزراعية في أواسط وأواخر القرن التاسع عشر. بدأ الإنتاج الكبير للدراجات في ثمانينيات القرن التاسع عشر. صارت المصانع التي تعمل بالبخار واسعة الانتشار، رغم أن التحول من طاقة الماء إلى طاقة البخار حصل في إنجلترا قبل حدوثه في الولايات المتحدة.

## فئات التصنيع
- الصناعة الكيميائية
- الإنشاءات
- إلكترونيات
- الهندسة التطبيقية
- صناعة الطاقة
- التصميم الصناعي
- السباكة
- البلاستيك
- الاتصال عن بعد
- صنع الأدوات المعدنية
- تصنيع النسيج

## قائمة البلدان حسب الناتج الصناعي
قائمة أفضل 20 دولة مصنّعة حسب القيمة الإجمالية للصناعة بالدولار الأمريكي للعام المشهور وفقًا البنك الدولي
.
| الترتيب | البلد / المنطقة          | ملايين الدولارات الأمريكية | عام  |
| ------- | ------------------------ | -------------------------- | ---- |
|         | العالم                   | 13,171,000                 | 2017 |
| 1       | الصين                    | 4,002,752                  | 2018 |
| 2       | أمريكا                   | 2,173,319                  | 2017 |
| 3       | اليابان                  | 1,007,330                  | 2017 |
| 4       | ألمانيا                  | 832,431                    | 2018 |
| 5       | كوريا الجنوبية           | 440,941                    | 2018 |
| 6       | الهند                    | 408,693                    | 2018 |
| 7       | إيطاليا                  | 310,897                    | 2018 |
| 8       | فرنسا                    | 273,971                    | 2018 |
| 9       | المملكة المتحدة          | 251,985                    | 2018 |
| 10      | المكسيك                  | 208,498                    | 2018 |
| 11      | أندونيسيا                | 207,017                    | 2018 |
| 12      | روسيا                    | 203,988                    | 2018 |
| 13      | البرازيل                 | 180,541                    | 2018 |
| 14      | إسبانيا                  | 180,264                    | 2018 |
| 15      | كندا                     | 160,531                    | 2015 |
| 16      | تركيا                    | 146,077                    | 2018 |
| 17      | تايلاند                  | 135,927                    | 2018 |
| 18      | سويسرا                   | 129,162                    | 2018 |
| 19      | أيرلندا                  | 115,591                    | 2018 |
| 20      | المملكة العربية السعودية | 100,232                    | 2018 |

## طرائق لأم الأجزاء
تعتبر من أهم عمليات الإنتاج والتصنيع، وتستخدم في الكثير من عمليات التصنيع للوصول إلى المنتج المطلوب وفيها يُدْمَج جزئين للحصول على جزء واحد بالأبعاد والقياسات المطلوبة.

### اللأم الدائم
و هو عملة لأم (jointing) نهائية بحيث نحتاج إلى قطع الملتأمة (joint) إذا أردنا إعادة فصل القطعتين مرة أخرى، ومن الأمثلة عملية اللحام واللصق

### اللأم المؤقت
في هذا النوع يمكن استعادة الحالة الأصلية للقطعتين بدون الحاجة إلى تخريب الملتأمة وبكل سهولة.مثال ذلك البرغي والصمولة.

### اللأم الدائم المؤقت
أو المؤقت الدائم هنا نحتاج إلى تدمير المادة الواصلة لكننا نحافظ على القطع الموصولة وهي حالة وسط بين النوعين السابقين، ونرى ذلك في البرشمة.

## نظريات في التصنيع
- الفوردية
- نظرية الإدارة العلمية

## التحكم
- مراقبة الجودة
- الإدارة

## اقرأ أيضا
- تصنيع (هندسة إنتاج)
- نفقات الطاقة التراكمية
- صب (عملية)
- منطقة الابتكار